# Елезки хан (община)
Елезки хан (на албански: Komuna e Hanit të Elezit; на сръбски: Општина Ђенерал Јанковић или Đeneral Janković) е община във Феризовски окръг, Южно Косово, на границата със Северна Македония. Има площ от 82,9 km2 и население 9389 души (2011). Административен център на общината е село Елезки хан. Състои се от 10 населени места, като две от тях са без жители.
До 2005 година община Елезки хан е част от община Качаник. През септември същата година е образувана новата пилотна общинска единица Елезки хан във връзка с децентрализацията, осъществявана според директивата на ЮНМИК за реформа на местното самоуправление и публична администрация в Косово. През август 2008 г. пилотната общинска единица Елезки хан е преобразувана в община.

## География

### Населени места
| - Въртолница - Горанце - Димце - Дробняк - Елезки хан | - Кривеник - Неджавце - Паливоденица - Пустеник - Режанце - Сечище |